# 레전드 (드라마)
《레전드》(영어: Legends)는 2014년 8월 13일부터 2015년 12월 28일까지 TNT에서 방영된 드라마이다.

## 출연

### 시즌 1
- 숀 빈
- 앨리 라터
- 모리스 체스트넛
- 티나 메이저리노
- 스티브 해리스 (배우)
- 앰버 발레타
- 메이슨 쿡
- 롭 메이스

### 시즌 2
- 윈터 아브 졸리
- 클라라 이소바
- 애쉴링 프란초지
- 켈리 오버턴
- 랠프 브라운
- 모리스 체스트넛
- 아드난 하스코비치
- 에리크 고동